# Teoria cinetică a gazelor

Temperatura unui gaz ideal monoatomic este dată de energia cinetică medie a atomilor săi. În acestă animație, este prezentată mișcarea atomilor de heliu la o presiune de 1950 de atmosfere și la temperatura mediului ambiant. Atomii sunt reprezentați la scară, comparativ cu distanța dintre ei, nunmai că viteza, în desen, este de două miliarde de ori mai mică decât in realitate.

În cadrul fizicii statistice, teoria cinetică a gazelor studiază comportarea macroscopică a gazelor pornind de la studiul statistic al dinamicii particulelor componente. Inițiatorii acestui studiu au fost James Clerk Maxwell și Ludwig Boltzmann utilizând teoria probabilităților. Analiza teoretică a mișcării browniene efectuată de Albert Einstein în 1905, pe baza datelor experimentale existente atunci, a arătat că teoria cinetică este un argument în favoarea existenței atomilor și moleculelor.

## Introducere
Abordarea probabilistă a teoriei cinetice necesită renunțarea la urmărirea individuală a fiecărei molecule sau atom și înlocuirea ei cu studiul unui colectiv statistic având un număr imens de particule. Tratarea statistică a mișcărilor colective haotice ale microparticulelor permite corelarea cu proprietățile macroscopice ale sistemului termodinamic, obținute experimental.
Gazul este considerat ca fiind alcătuit din molecule monoatomice, biatomice sau poliatomice, care sunt supuse la anumite interacțiuni și anume: interacțiunile electromagnetice (cum ar fi forțele van der Waals), ciocnirile dintre particule și dintre particule și pereții recipientului care conține gazul.
Se fac următoarele aproximări:
- dimensiunile moleculelor sunt neglijabile în raport cu distanțele dintre acestea;
- interacțiunile dintre molecule sunt neglijabile, cu excepția ciocnirilor reciproce.

## Relația dintre viteză și presiune
Dacă descompunem viteza unei molecule după cele trei axe:
{\displaystyle \mathbf {v} =v_{1}\mathbf {e} _{1}+v_{2}\mathbf {e} _{2}+v_{3}\mathbf {e} _{3}}
atunci concentația de particule (molecule pe unitatea de volum) este:
{\displaystyle C=\iiint c(\mathbf {v} )\,d^{3}\mathbf {v} ={\frac {n}{V}}}.
Dar, conform teoremei lui Pitagora:
{\displaystyle \mathbf {v} _{1}^{2}+\mathbf {v} _{2}^{2}+\mathbf {v} _{3}^{2}=\mathbf {v} ^{2}}
deci
{\displaystyle <\mathbf {v} _{1}^{2}>=<\mathbf {v} _{2}^{2}>=<\mathbf {v} _{3}^{2}>={\frac {1}{3}}<\mathbf {v} ^{2}>}
cu
{\displaystyle \langle v_{i}^{2}\rangle ={\frac {1}{C}}\iiint c(\mathbf {v} )\,v_{i}^{2}\,d^{3}\mathbf {v} }
și
{\displaystyle \langle v^{2}\rangle ={\frac {1}{C}}\iiint c(\mathbf {v} )\,v^{2}\,d^{3}\mathbf {v} }